# La Cassa
La Cassa (La Cassa anche in piemontese) è un comune italiano di 1 765 abitanti della città metropolitana di Torino in Piemonte.

## Geografia fisica

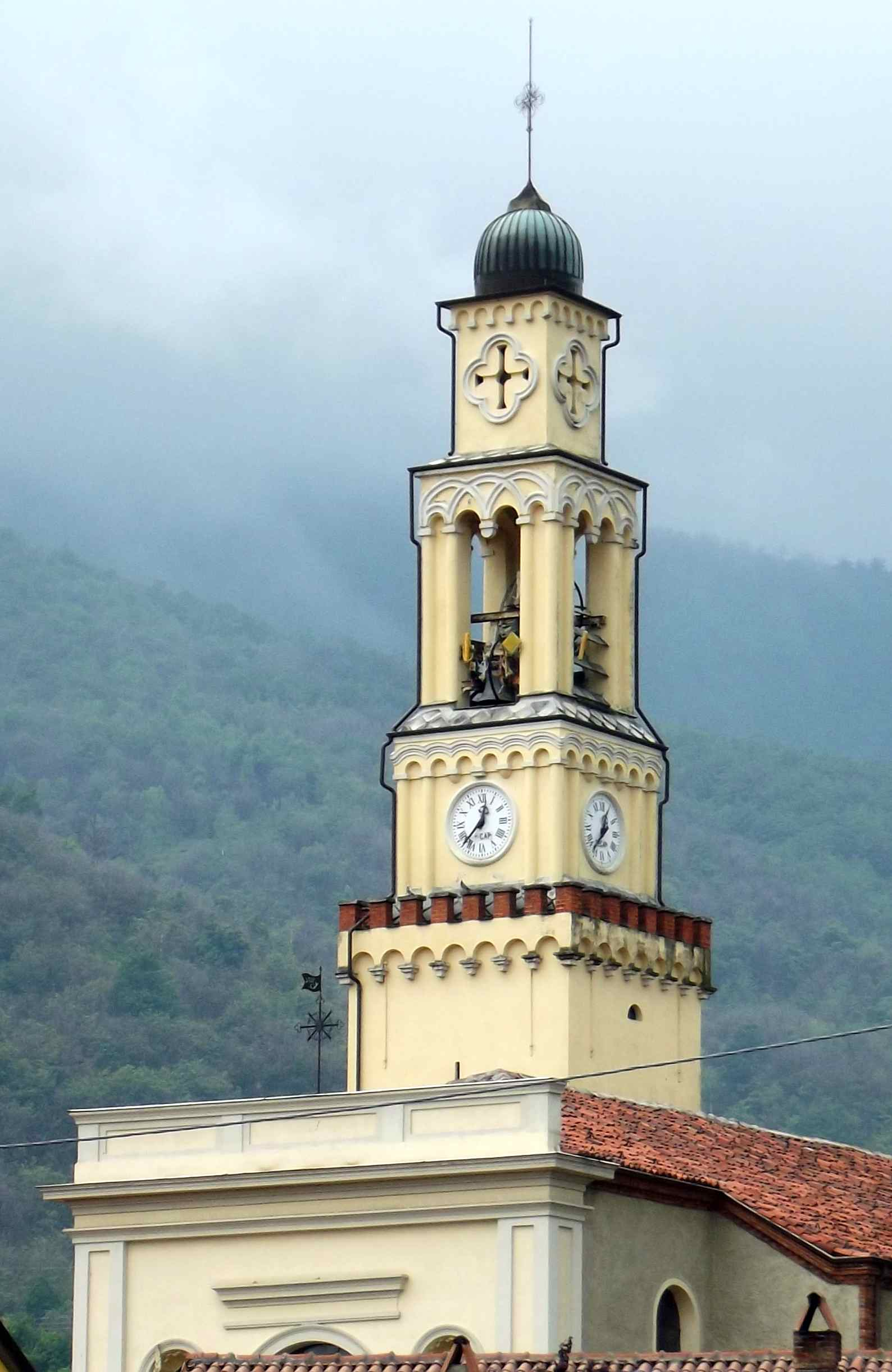
La torre del vecchio castello trasformata in campanile

La Cassa è situata ai piedi delle prime elevazioni della catena alpina, a Nord-Ovest di Torino.
La parte montana del Comune comprende parte della Bassa Grande e della Bassa Ceresera, due valloni aperti verso la pianura e tributari del torrente Ceronda.
Il territorio comunale culmina con il Monte Bernard (1.079 m s.l.m.).
Il centro comunale è collocato a 374 m s.l.m. ai piedi della Costa Bella, un costolone che partendo dalla cima del Monte Bernard sfuma tra le lievi ondulazioni ad Ovest del Parco regionale La Mandria.
Nella porzione pedemontana del territorio, oltre al capoluogo, sorge l'unico altro centro abitato di un certo rilievo, la frazione Truc di Miola (405 m s.l.m.), sita a Nord del capoluogo.
Sono presenti inoltre tre piccole Regioni, ossia Regione Pralungo, Regione Colverso e Regione Mattodera site rispettivamente a Sud-Ovest, Sud-Est e Nord del capoluogo.
A valle dell'abitato, in corrispondenza del torrente Ceronda, esiste una zona di particolare pregio naturalistico, l'area umida della Cassa.

## Origini del nome
I toponimi più significativi della località sono:
- la Cassa è uno dei rari toponimi piemontesi che non hanno praticamente subito italianizzazione o latinizzazione ed è assurto ad ufficialità. In lingua piemontese la pronuncia è [la'kasa] e significa "la Caccia", poiché anticamente era una riserva venatoria. La parola cassa è alla base anche dei verbi arcassé ossia respingere, ricacciare indietro e scassé  scacciare. Il nome designa sia il Comune che il capoluogo. Gli abitanti del paese sono detti scherzosamente ij Cassarin, cioè i cacciatori, oppure Ramassèt, ma di quest'ultima denominazione non si conosce il motivo. Sono detti anche Giordanin perché "Giordanino" era un cognome molto diffuso tra gli antichi abitanti. Il toponimo è attualmente utilizzato dagli abitanti del luogo e da quelli dei Comuni limitrofi per denominare il paese.
- la Fila:
È uno dei nuclei originari (secolo XVI) della borgata dei Giordanino (l'attuale la Cas(s)a; Qui si trova l'antico forno del borgo.
- la Sulià:
Breve tratto in pendenza dell'attuale via IV Novembre, pavimentato in origine con due file di pietre rettangolari e lisce per il passaggio dei carri e con un selciato di ciottoli di fiume arrotondati.
- Le Fornase:
probabilmente per l'antica presenza di una fornace. Nucleo abitato attualmente facente parte di P.zza Michele Galetto.
- Le Grange:
"Le grange". Denominazione attribuita ad un borgo del paese situato nelle vicinanze della Bassa ëd Campagna.
- ël Piassal:
Oggi denominata piazza Michele Galetto. Dalla caratteristica forma triangolare, dove si svolge il mercato settimanale. È la piazza principale del paese.

## Storia

### Simboli
Lo stemma e il gonfalone sono stati concessi con decreto del presidente della Repubblica del 20 luglio 1961.
Lo stemma è d'azzurro, alla fascia ondata d'argento, fluttuosa del campo, attraversata da una mitra, accompagnata nel cantone sinistro del capo, da un castello, torricellato di un pezzo, merlato alla guelfa, e nel cantone destro della punta da un corno da caccia, il tutto d'argento.
Il gonfalone è un drappo partito di bianco e di azzurro.

## Monumenti e luoghi d'interesse
- Chiesa parrocchiale di San Lorenzo Martire
- Cappella di Santa Maria della Stella
- Rocca Provana

## Società

### Evoluzione demografica
Negli ultimi cinquanta anni, a partire dall'anno 1970, la popolazione residente è raddoppiata.
Abitanti censiti

## Cultura

### Biblioteca
Dietro il municipio è situata la biblioteca civica di La Cassa. Essa aderisce al sistema SBAM.

## Amministrazione

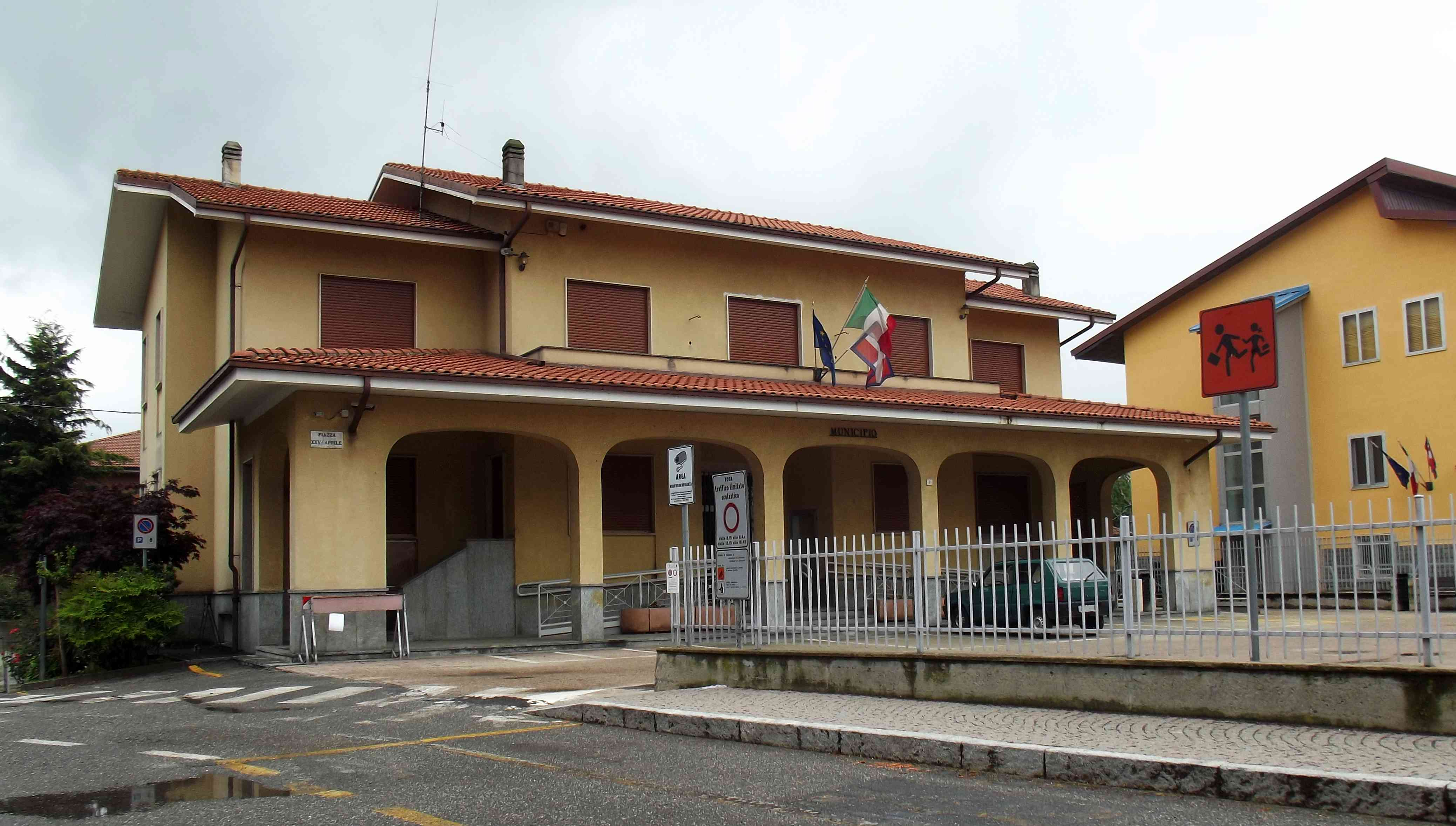
Il municipio

| Periodo | Periodo   | Primo cittadino | Partito                                            | Carica  | Note   |
| ------- | --------- | --------------- | -------------------------------------------------- | ------- | ------ |
| 2004    | 2009      | Giovanni Nepote | lista civica La Cassa un paese per tutti           | Sindaco |        |
| 2009    | 2024      | Roberto Rolle   | lista civica Indipendenti democratici              | Sindaco |        |
| 2024    | in carica | Claudio Amateis | lista civica Indipendenti Democratici Per La Cassa | Sindaco | [ 10 ] |

### Altre informazioni amministrative
Sino al 2008 parte della Comunità Montana Val Ceronda e Casternone, il comune è in seguito stato membro della Comunità Montana Valli di Lanzo, Ceronda e Casternone fino alla sua soppressione; ora è membro dell'Unione dei Comuni montani delle Valli di Lanzo, Ceronda e Casternone.